# Wiehengebirgsverband Weser-Ems
Der Wiehengebirgsverband Weser-Ems e. V. ist ein Verband zur Förderung des Wanderns, zum Schutz von Natur und Landschaft sowie zur Pflege von Brauchtum und Heimat.

## Verbandsgebiet
Das Gebiet des Wiehengebirgsverbandes (Abkürzung: WGV) erstreckt sich in Niedersachsen über den ehemaligen Regierungsbezirk Weser-Ems (mit Ausnahme des südlich von Osnabrück liegenden Teiles des Landkreises Osnabrück, der dem Teutoburger-Wald-Verein zugeordnet ist) und den Landkreis Diepholz sowie in Westfalen über den Kreis Minden-Lübbecke, den Nordteil des Kreises Herford und den ehemaligen Kreis Tecklenburg. Dem Verband gehören 123 Vereine an. Er hat seinen Sitz in Osnabrück und ist in das Vereinsregister des dortigen Amtsgerichts eingetragen (VR 1606). Der WGV wurde am 16. August 1908 in Bad Essen gegründet und hat heute etwa 8.200 Mitglieder. Zu seinen Vorsitzenden gehörten unter anderem der Osnabrücker Oberbürgermeister Erich Gaertner und von 1950 bis 1958 der Landesplaner Richard Hugle. 

## Wanderwege des Wiehengebirgsverbandes
Der Verband ist für 16 Verbandswanderwege mit einer Gesamtlänge von 1.664 km zuständig, und zwar für den Arminiusweg (95 km), den Butjadinger Weg (51 km), den Emsweg (161 km), den Ems-Dollard-Pad (11 km), den Ems-Hase-Hunte-Else-Weg (86 km), den Ems-Hunte-Weg (86 km), den Ems-Jade-Weg (174 km), den Fehnweg (21 km), den Geestweg (200 km), den Jadeweg (130 km), den Ostfriesland-Wanderweg (96 km), den Pickerweg (118 km), den Störtebekerweg (185 km), den Südlichen Tourenweg (50 km), den Töddenweg (deutscher Teil des Handelswegs; 127 km), den Wittekindsweg (93 km) und dessen Nordvariante (14 km).
Das Netz der Wanderwege des WGV ist in das Netz Europäischer Fernwanderwege einbezogen. Die Fernwanderwege E9 und E11 verlaufen abschnittsweise über Wege des WGV.
Der Hünenweg schied 2017 aus dem Netz der WGV-Wege aus. Seitdem wird er von der Emsland-Touristik und dem Tourismusverband Osnabrücker Land unterhalten. Der Hünenweg endet zurzeit (2018, anders als bis 2017) nicht mehr in Papenburg, sondern nach 150 km in Meppen; er soll bis in die Niederlande verlängert werden.